# Корейша, Леонид Александрович
Леонид Александрович Корейша (1896, Витебск — 1973) — советский нейрохирург.

## Биография
Родился в г. Витебске Витебской губернии.
В 1919 году - окончил медицинский факультет Московского университета (1919).
В 1939 году - защитил докторскую диссертацию.
Председатель Московского общества нейрохирургов. 
С 1942 года - член ВКП(б).
В 1920 годы - хирург, сотрудник кафедры 2-го Московского медицинского института, Медико-биологического института Наркомздрава РСФСР, затем заведующий хирургическим и физиологическим секторами в Институте нейрохирургии им. Н. Н. Бурденко АМН СССР (с 1933 года). 
Организатор клиники нейрохирургии при Киевском психоневрологическом институте (1939—1941). В дальнейшем зав кафедрой хирургии Томского медицинского института (1941—1942), профессор 1-го Московского медицинского института (1943—1946), затем снова в Институте нейрохирургии. 
Похоронен на Введенском кладбище (16 участок).

Документы Л. А. Корейши (диплом доктора медицинских наук и аттестат профессора). 1945 год. Главархив Москвы.